# Florence (Minnesota)
Florence é uma cidade localizada no estado americano de Minnesota, no Condado de Lyon.

## Demografia
Segundo o censo americano de 2000, a sua população era de 61 habitantes.
Em 2006, foi estimada uma população de 56, um decréscimo de 5 (-8.2%).

## Geografia
De acordo com o United States Census Bureau tem uma área de
0,6 km², dos quais 0,6 km² cobertos por terra e 0,0 km² cobertos por água.

## Localidades na vizinhança
O diagrama seguinte representa as localidades num raio de 20 km ao redor de Florence.